# Gutschoven
Gutschoven is een dorp in de Belgische provincie Limburg, en een deelgemeente van de gemeente Heers. Het was een zelfstandige gemeente tot het bij de fusie van 1971 toegevoegd werd aan de gemeente Heers.
Gutschoven is een Haspengouws landbouwdorp en straatdorp in het noorden van de gemeente Heers langs de weg van Heers naar Borgloon. In de dorpskom is er een aftakking naar Horpmaal. Door zijn ligging ontwikkelt het dorp zich stilaan tot een woondorp en neemt de bevolking er nog licht toe, in tegenstelling met de omliggende dorpen.

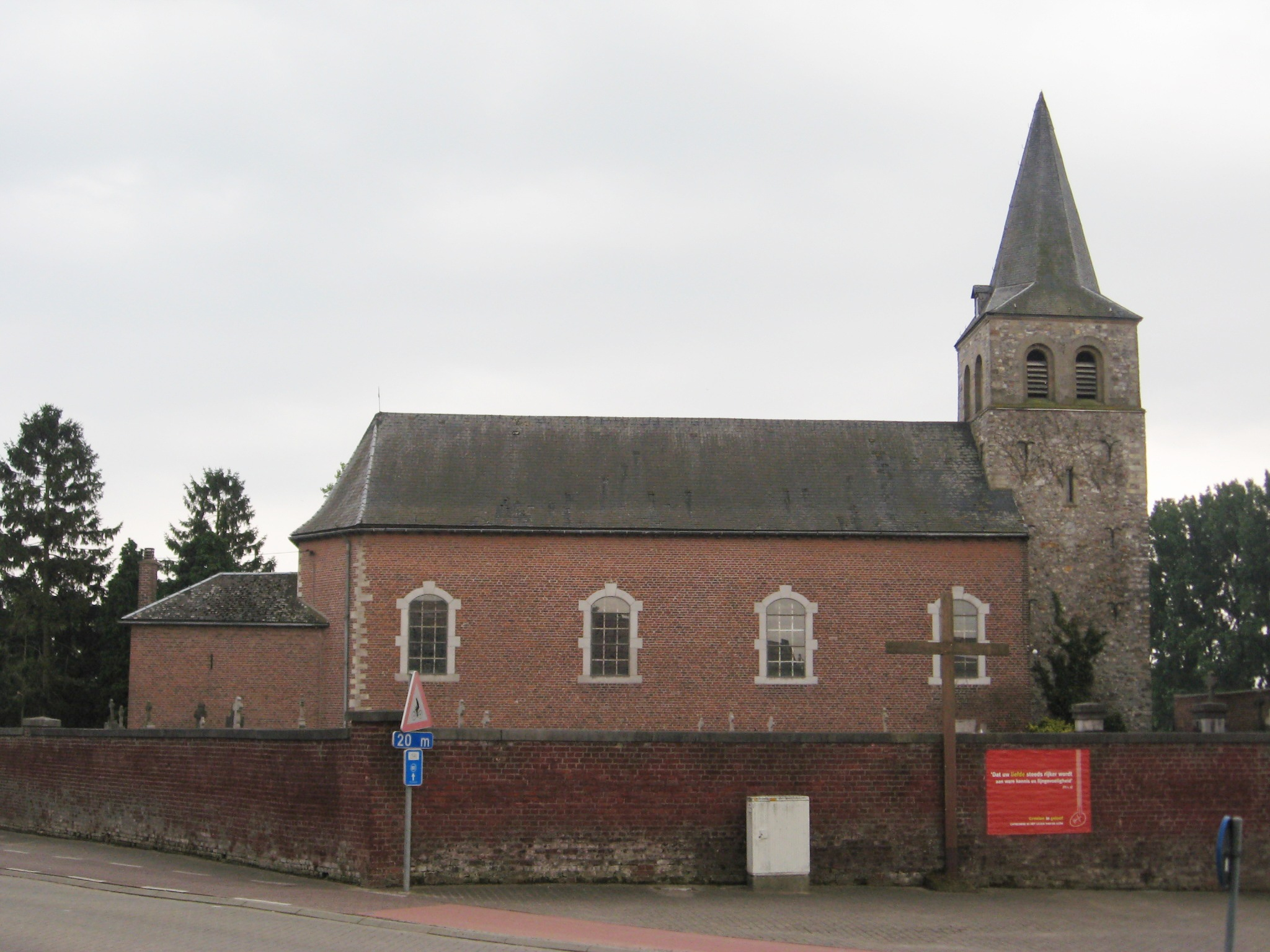
De Drie Morenkerk

## Etymologie
In 1315 werd de naam voor het eerst vermeld als: Goetshoven. De -hoven uitgang is Frankisch. Het betreft de hoeve van ene Goditso. Latere spellingen zijn: Gutsenhoven en Guetzhoven. Ook was in de 13e eeuw de Romaanse vorm Gocincourt in zwang.

## Geschiedenis
Door het gebied van Gutschoven liep een heerbaan, en wel die van Trier over Ombret en Hasselt naar Nijmegen. Een tumulus uit 70-90 n.Chr. is bewaard gebleven.
In de middeleeuwen was Gutschoven een Loons leen. De heerlijkheid wordt achtereenvolgens uitgegeven aan de families Van Gutschoven; tak Lewis De Heers  (vanaf ca.1310); De Seraing (vanaf 1390); Van Alsteren (vanaf 1517); Van Ess alias Van Buysdael (vanaf 1531); Thierry Wechter (vanaf 1594); De Tollet (vanaf 1617); De Blanckart (vanaf 1711) en De Méan (18e eeuw).
Ongeveer 1670 begon Nicolas-Bernard Tollet met de bouw van een kasteel, dat echter vanwege voortdurend geldgebrek nooit afkwam en al snel tot een ruïne verviel.
De Drie-Morenkerk was oorspronkelijk een kwartkerk die onderhorig was aan de parochie van Borgloon. In 1021 werden het patronaatsrecht en het tiendrecht geschonken aan het Onze-Lieve-Vrouwekapittel van Hoei. De kerk had wel het dooprecht.

## Demografische ontwikkeling
- Bronnen:NIS, Opm:1831 tot en met 1961=volkstellingen

## Bezienswaardigheden
- De Drie-Morenkerk uit 1741 met een gotische toren uit de 13de eeuw. In 1873 werd de kerk uitgebreid met de sacristie. Rond 1900 werd de kerk hersteld en in 1925 werd de toren gerestaureerd. De kerk werd in 2006 samen met het kerkkhof beschermd als monument.
- De voormalige pastorie uit 1846 die in 1905 volledig gerestaureerd werd. De pastorie werd in 2006 samen met de tuin beschermd als monument.
- Enkele gesloten vierkantshoeven uit de 18de eeuw in de buurt van de kerk. Drie van deze hoeven werden in 2006 beschermd als monument. Het Wijngaardshof uit 1773 werd ingericht voor hoevetoerisme.
- De dorpskern met de parochiekerk, de voormalige pastorie met zijn tuin, het ommuurde kerkhof, het dorpsplein met de dorpspomp en een aantal vierkantshoeven uit de 18de eeuw werd in 2006 beschermd als dorpsgezicht.
- De tumulus Verloren Kost, ofwel Graf van Gutschoven, en omgeving die in 1981 respectievelijk werden beschermd als monument en als dorpsgezicht. Bij opgravingen in 1985 werden voorwerpen uit de La Tène-periode gevonden.

## Natuur en landschap
Gutschoven ligt op het Haspengouws leemplateau, op een hoogte die varieert van 60 tot 78 meter. Het ligt in de vallei van de Wijerbeek, die in noordelijke richting stroomt en die in de Herkebeek, en uiteindelijk in de Herk, uitmondt.

## Nabijgelegen kernen
Horpmaal, Broekom, Mettekoven, Veulen

## Geboren in Gutschoven
- Jeannine Leduc (1939-2023), politica